# Jaume Sallés i Figueras
Jaume Sallés i Figueras (o Figueres) (Sant Vicenç de Castellet, el Bages, 1884 - Tolosa de Llenguadoc, 1975) fou un sindicalista i polític català.
Era propietari de terres, fou un dels fundadors i directius de la Unió de Rabassaires, de la que en fou vicepresident del comitè central a la Comarca del Bages el 1924 i tresorer el 1926. El 1931 fou escollit tinent d'alcalde de Sant Vicenç de Castellet i fou un dels comissionats de la Unió de Rabassaires que va pactar amb l'Institut Agrícola Català de Sant Isidre.
A les eleccions de 1932 fou elegit diputat al Parlament de Catalunya dins les llistes d'Esquerra Republicana de Catalunya, on desenvolupà una intensa activitat dins les comissions d'agricultura i de contractes de conreu a favor dels pagesos no propietaris de les terres que treballaven i formà part de la comissió de la Llei de Contractes de Conreu el 1933. En acabar la guerra civil espanyola va marxar a França, d'on ja no va tornar.